# Gore Verbinski
Gregor "Gore" Verbinski (Oak Ridge, Tennessee, 16 de març de 1964) és un guionista i director de cinema estatunidenc.

## Biografia
Verbinski va néixer a Oak Ridge a l'estat de Tennessee (Estats Units). Fill de Victor i Laurette Verbinski, fou el tercer de cinc germans: Janine, Claire, Diane i Steven. El seu pare era d'ascendència polonesa i treballà com a físic nuclear al laboratori d'Oak Ridge. El 1967 la família Verbinski es traslladà al sud de Califòrnia on va créixer el jove Gore.
Verbinski es llicencià a la Universitat d'UCLA el 1987, on estudià Cinematografia i Televisió. Abans de dedicar-se al cinema dirigí nombrosos anuncis amb els quals aconseguí diversos premis. S'estrenà com a director amb la comèdia Mousehunt. Després d'aquest treball va dirigir The Mexican.

## Filmografia
Filmografia:
- 1996 - Hate You
- 1996 - The Ritual
- 1997 - Mousehunt
- 2001 - The Mexican
- 2002 - The Ring
- 2002 - La màquina del temps (The Time Machine)
- 2003 - Pirates of the Caribbean: The Curse of the Black Pearl
- 2005 - The Weather Man
- 2006 - Pirates of the Caribbean: Dead Man's Chest
- 2007 - Pirates of the Caribbean: At World's End
- 2009 - Bioshock
- 2011 - Rango
- 2013 - The Lone Ranger

## Premis i nominacions

### Premis
- 2012. Oscar a la millor pel·lícula d'animació per Rango
- 2012. BAFTA a la millor pel·lícula d'animació per Rango